# Brad Miller (basket-ball)
Pour les articles homonymes, voir Brad Miller et Miller.
Brad Miller est un joueur américain de basket-ball né le 12 avril 1976 à Fort Wayne. Non drafté, il intègre la NBA en 1998 et y devient All-Star.

## Biographie
Il débute en Italie puis signe en tant que free agent, ou agent libre, chez les Hornets de Charlotte où il joue deux saisons encourageantes avant de partir vers les Bulls de Chicago. Il continue à progresser devenant même un titulaire indiscutable lors de sa deuxième saison avec les Bulls. La saison suivante, il part aux Pacers de l'Indiana. Il fait encore une bonne saison et rejoint les Kings en 2003. Miller apparaît comme le successeur du Serbe Vlade Divac. Le 18 février 2009, il est envoyé aux Bulls de Chicago avec John Salmons contre Drew Gooden et Andrés Nocioni. Laissé libre par les Bulls, il décide de partir vers la franchise texane des Rockets pour une durée 3 ans et un contrat de 15 millions de dollars.
Brad Miller est l'un des meilleurs pivots de la NBA avec un tir fiable à longue distance. Il est sélectionné deux fois pour le NBA All-Star Game : en 2003 et 2004. Il est, avec Ben Wallace,John Starks, Connie Hawkins et Fred VanVleet,l’un des cinq joueurs non draftés ayant connu cet honneur.
Il prend sa retraite à la fin de la saison 2011-2012, et reçoit une ovation debout du public lors de sa sortie pendant le dernier quart temps du match opposant les Timberwolves aux Nuggets de Denver.
Alors qu'on croyait qu'il avait joué son dernier match, il est envoyé le 13 juillet 2012 aux Hornets de la Nouvelle-Orléans contre deux second tours de draft.